# Honschaft Scharde

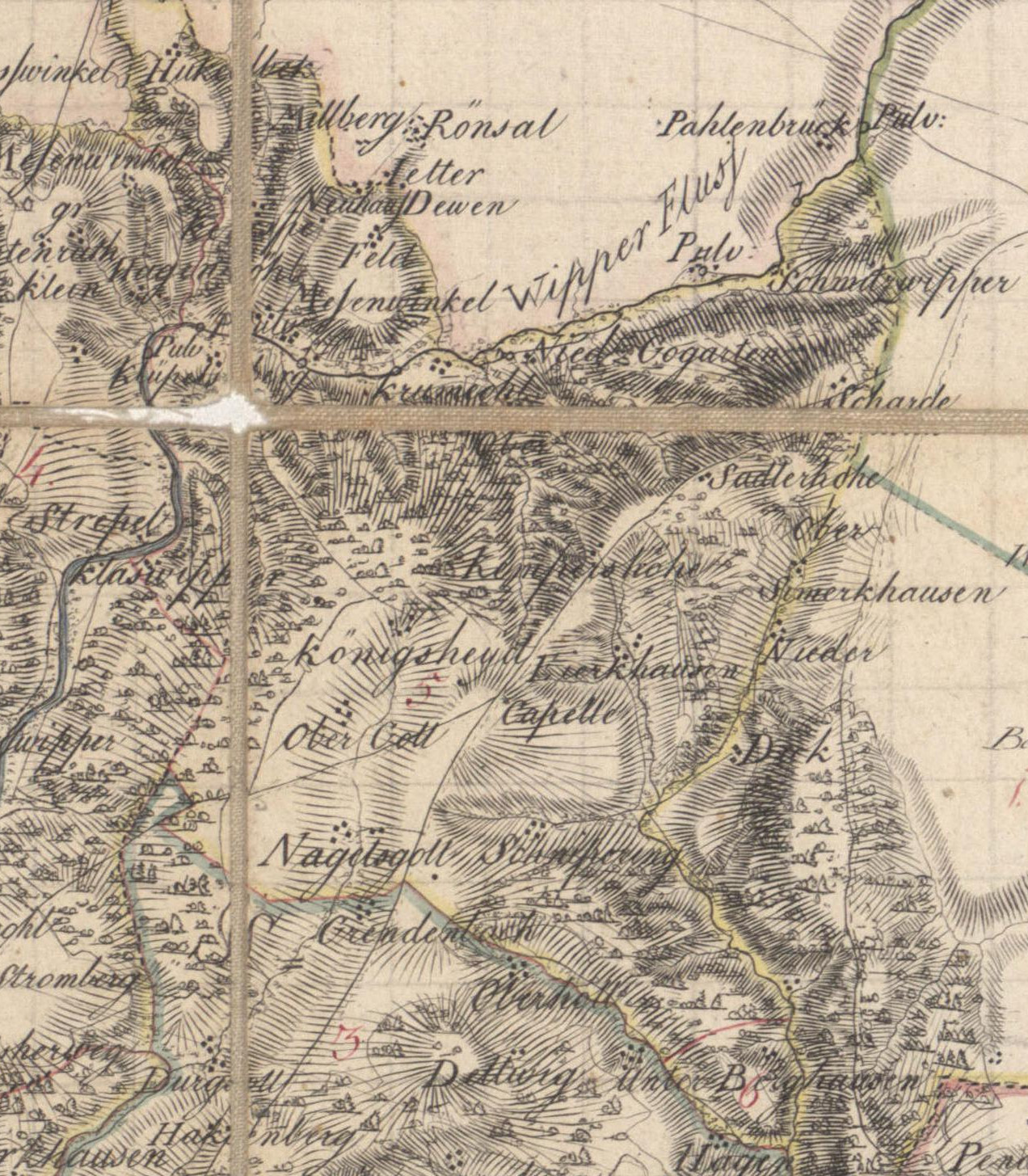
Ausschnitt aus der Karte von Wiebeking, 1789

Die Honschaft Scharde war vom Mittelalter bis in das 19. Jahrhundert hinein eine von acht Honschaften des Kirchspiels Wipperfürth im Landgericht Wipperfürth des  Amtes Steinbach im Herzogtum Berg.
Die Bewohner der bergischen Honschaft hatten ab 1454 das Recht sich bei konfessionellen Belangen an das damals im Machtbereich der Grafen von der Mark liegende  Kloster Marienheide zu wenden. Um 1680 war aber fast die gesamte Honschaft Scharde lutherischer Konfession.
Aus der Charte des Herzogthums Berg von Carl Friedrich von Wiebeking des Jahres 1789 geht das Honschaftsgebiet hervor. Sie war im Süden durch die Grenze zur Grafschaft Gimborn und im Norden durch die Wipper begrenzt. Bei Ohl gehörte auch ein Teil nördlich der Wupper zur Honschaft. 
Zur Honschaft gehörten seinerzeit neben den Titularorten Vorder- und Hinterscharde die Wohnplätze und Hofstellen Eiringhausen, Feldhof, Gogarten und Niedergogarten, Heukelbach, Heierlöh, Hollmünde, Kempershöhe, Löh, Mesewinkel, Mettberg, Ober- und  Niederklüppelberg, Königsheide, Krommenohl, Mittelweg, Nagelsgaul, Obergaul, Ohl, Sattlershöhe, Schollenbach, Schnipperingen, Ober- und Niedersiemeringhausen (bildet heute einen geschlossenen Siedlungsbereich mit Siemerkusen).
Die Kreuzfelder Kapelle war die Kapelle der Honschaft. Sie war dem Heiligen St. Petrus geweiht und die Hofstellen der Honschaft hatten am Fest Peter und Paul als Armenspende acht bis zwölf Pfund schwere Brote zu liefern.
Unter der französischen Verwaltung zwischen 1806 und 1813 wurde das Amt Steinbach aufgelöst und die Honschaft wurde politisch der Mairie Klüppelberg im Kanton Wipperfürth im Arrondissement Elberfeld zugeordnet. 1816 wandelten die Preußen die Mairie zur Bürgermeisterei Klüppelberg im Kreis Wipperfürth.
1831 wurde die Honschaft konfessionell der neuen Pfarrgemeinde Marienheide zugewiesen, die 1825 aus Überalterungsgründen für ein paar Jahre aufgelöst worden war.
1975 entstand aufgrund des Köln-Gesetzes die Stadt Wipperfürth in der heutigen Form, zu dem der Westteil des alten Honschaftsgebietes kam. Der größere Teil gehört heute zu Marienheide, ein nördlicher Randstreifen liegt zudem heute auf Kiersper Stadtgebiet.